# Rally (tennis)
Een rally is in het tennis en het badminton een reeks van slagen eindigend in een punt. Een rally begint met de opslag door een van beide spelers, waarop de tegenstander de bal retourneert. De rally eindigt als het punt door een van beide spelers is gewonnen, hetzij door een eigen winner, hetzij door een fout van de tegenstander.